# 小野義一郎
小野 義一郎（おの ぎいちろう、1918年〈大正7年〉11月2日 - 2007年〈平成19年〉11月4日）は、日本の実業家、工学者、陸軍軍人。工学博士（京都大学・1970年）。小野測器創業者。

## 経歴
1918年、日本統治下の朝鮮半島平安北道新義州（現在の朝鮮民主主義人民共和国新義州市）に生まれる。旅順工科大学予科、旅順工科大学電気工学科卒業。1942年4月、陸軍兵技中尉任官。最終階級陸軍技術大尉で終戦を迎える。
戦後、1954年、小野測器製作所を設立。1957年、会社を株式会社に改組し社長に就任。1970年11月24日、京都大学工学博士（論文博士、機械工学科）。1983年、「微小角変位のディジタル変換とそのトルク計への応用」で、計測自動制御学会技術賞を受賞。1991年、社長職を勇退し、会長に就任。1995年、名誉会長に就任。
2007年、心筋梗塞を発症し、逝去した。
東洋陶磁器の蒐集家としても知られた。

## 主な受賞歴
- 1982年（昭和57年） - 紫綬褒章
- 1983年（昭和58年） - 社団法人計測自動制御学会技術賞
- 1989年（昭和64年、平成元年） - 勲四等旭日小綬章